# اپیسنتر
اپیسنتر (اوکراینی: Епіцентр К) شرکت خرده‌فروشی اوکراینی است، که در سال ۲۰۰۳ تأسیس شد.